# Al-Ibrāhīmiya
Al-Ibrāhīmiya es un distrito de la gobernación de Oriental, Egipto. En julio de 2017 tenía una población estimada de 183 209 habitantes.
Se encuentra ubicado en la zona oriental del delta del Nilo, al noreste de El Cairo.